# Talbrücke Pöpelholz
Die  Talbrücke Pöpelholz  ist ein 306 m langes zweigleisiges Eisenbahnüberführungsbauwerk der Schnellfahrstrecke Nürnberg–Erfurt zwischen den Streckenkilometern 115,508 und 115,814.
Die Balkenbrücke liegt 10 Kilometer nordöstlich von Coburg bei Weißenbrunn vorm Wald und überspannt westlich vom Froschgrundsee den Pöpelholzgraben, ein zuvor bewaldetes Tal mit dem Pöpelbach, und einen Wirtschaftsweg. Wenige hundert Meter westlich der Talbrücke liegt das Nordportal des Tunnels Reitersberg. Die Streckentrasse ist im Bauwerksbereich bei einer Entwurfsgeschwindigkeit von 300 km/h nahezu gerade, die Gradiente steigt in Richtung Osten mit maximal acht Promille.
Die Brücke hat mit dem Streckenausbau auf der westlichen Seite eine Lärmschutzwand von 2,0 m Höhe sowie eine Feste Fahrbahn mit 4,7 m Gleisabstand erhalten. Das Bauwerk wurde zwischen den Jahren 2006 und 2009 errichtet und kostete ungefähr fünf Millionen Euro.

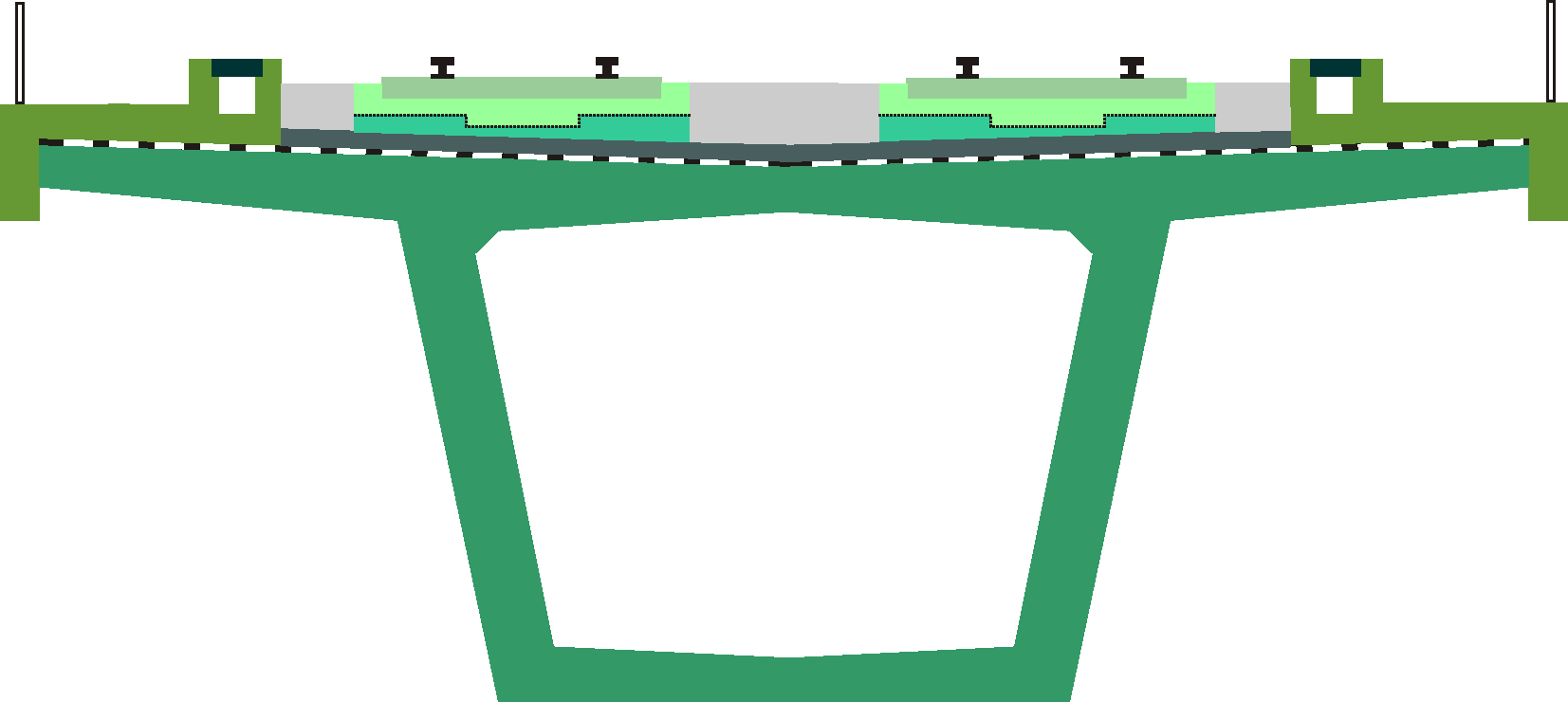
Querschnitt Überbau

Der Brückenüberbau besteht aus einer Kette von sieben Einfeldträgern. Dadurch ist der spätere Austausch einzelner Brückensegmente möglich und ein Schienenauszug ist nicht notwendig. Über zwei Dehnfugen in Brückenmitte wurden Ausgleichsplatten angeordnet. Die Querschnittsform ist ein einzelliger Stahlbetonhohlkasten mit geneigten Stegen, in Längsrichtung vorgespannt. Zusätzlich ist die Fahrbahnplatte in Querrichtung vorgespannt. Die Stützweiten betragen in den beiden Endfeldern 43,0 m, in den dazwischen liegenden Feldern 44,0 m, bei einer Fahrbahnplattenbreite von 13,3 m und konstanten Konstruktionshöhe von 4,0 m.
Für den August 2008 beantragte die ausführende Baufirma bei der Gemeinde Rödental die Genehmigung zur Sonntagsarbeit, da noch Nacharbeiten im Rahmen der Mängelbeseitigung erforderlich waren. Die Fahrbahnplatte der Brücke war etwas zu hoch, was allerdings noch im Toleranzbereich lag.

## Galerie

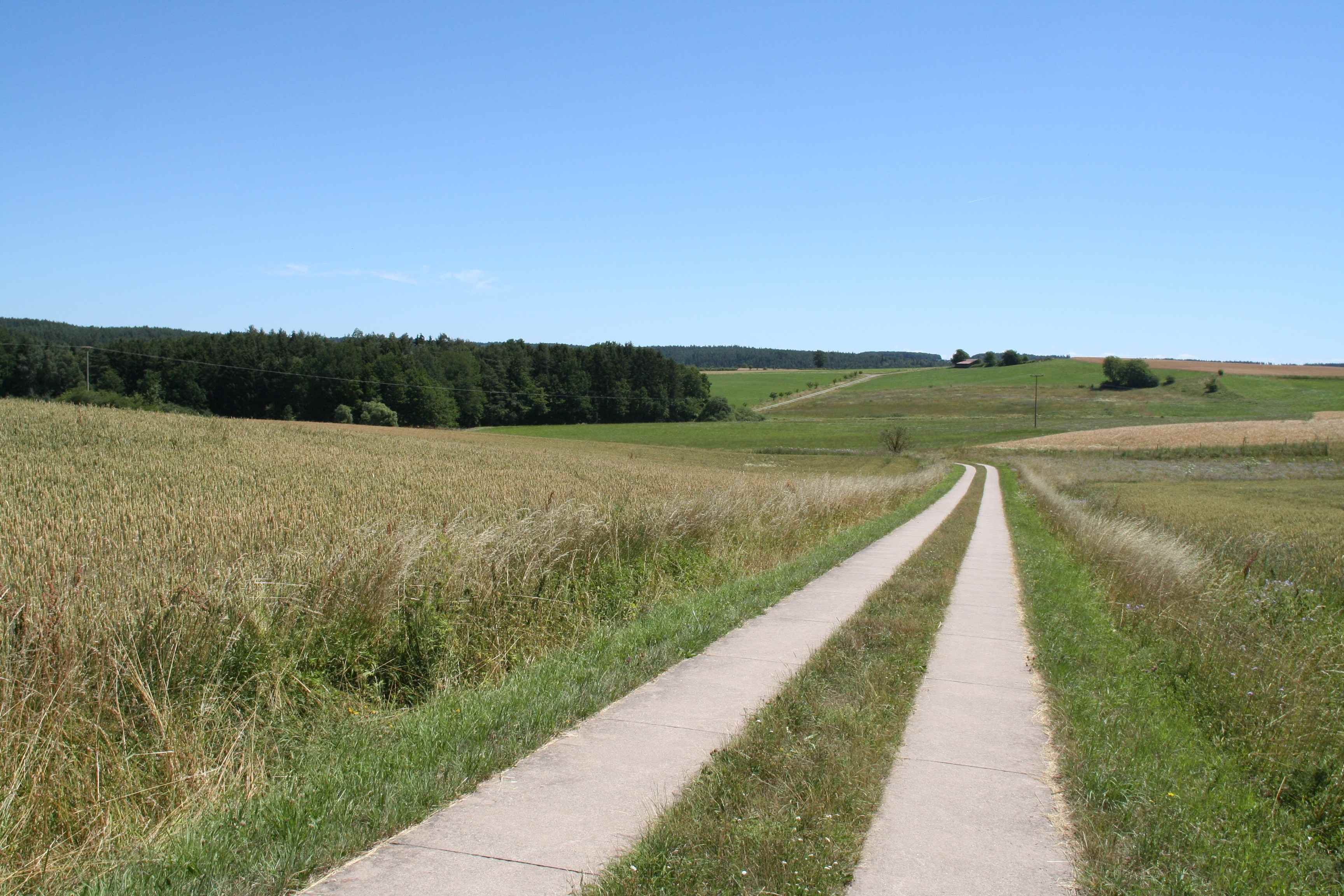
Der Wald Pöpelholz vor Errichtung der Brücke
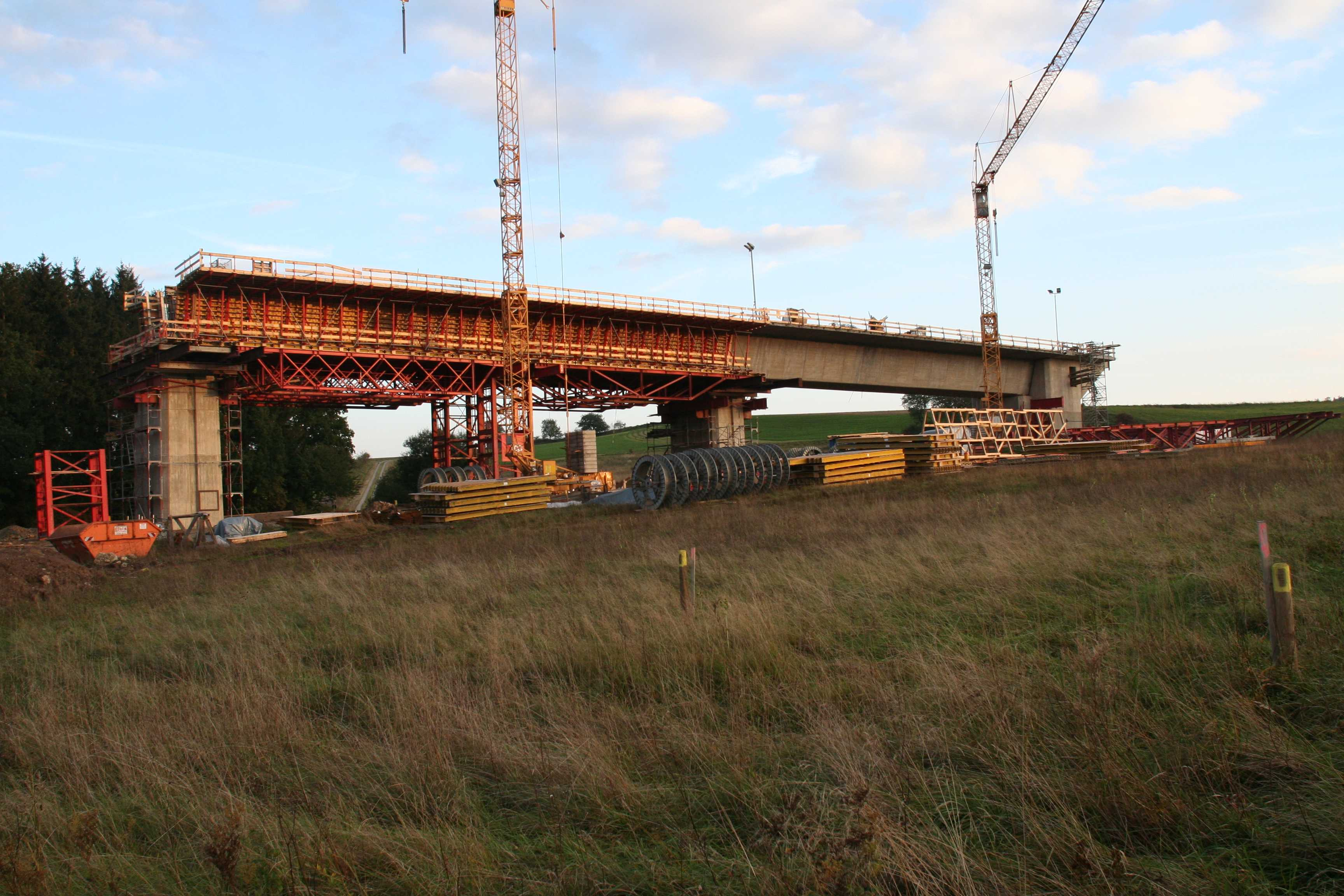
Lehrgerüst des Überbaus
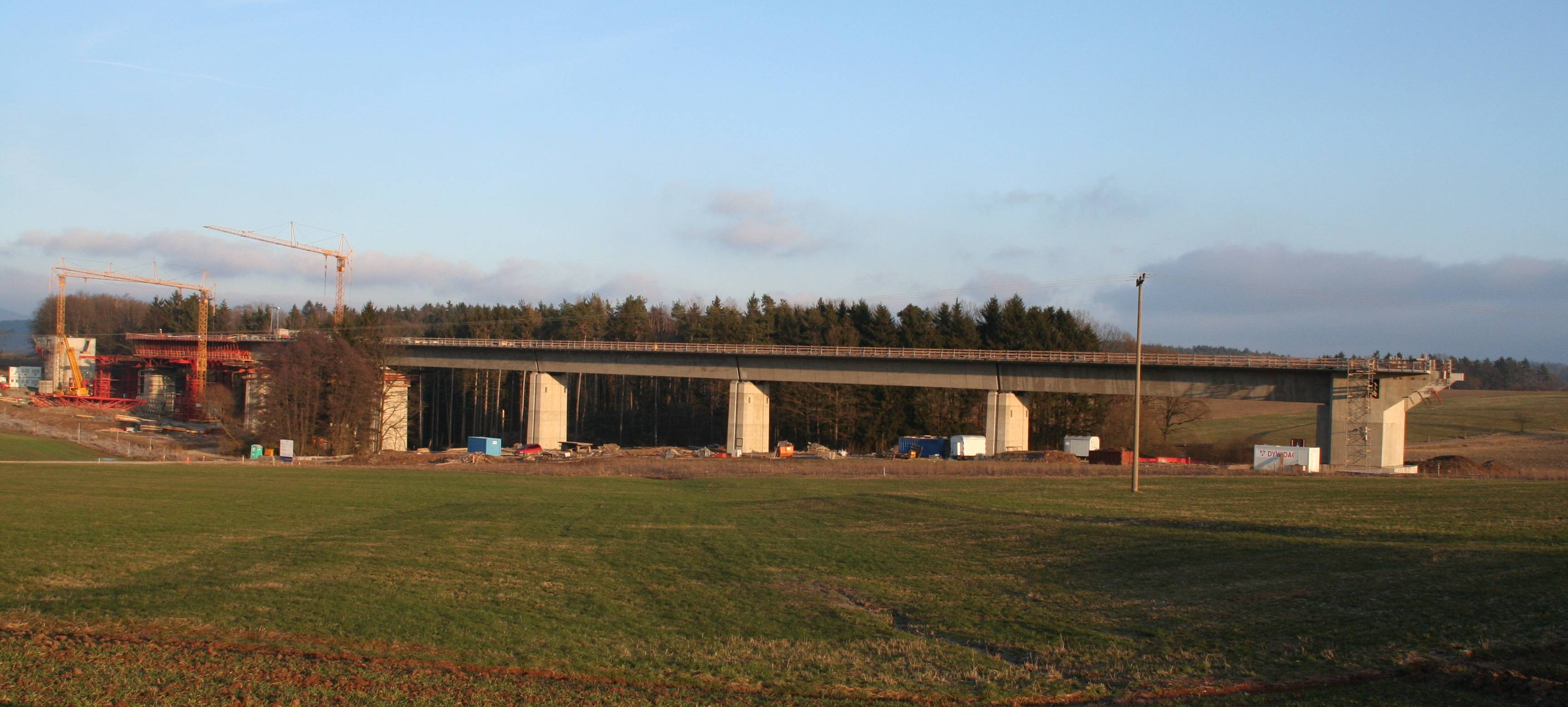
Bauzustand der Talbrücke Pöpelholz im Dezember 2007
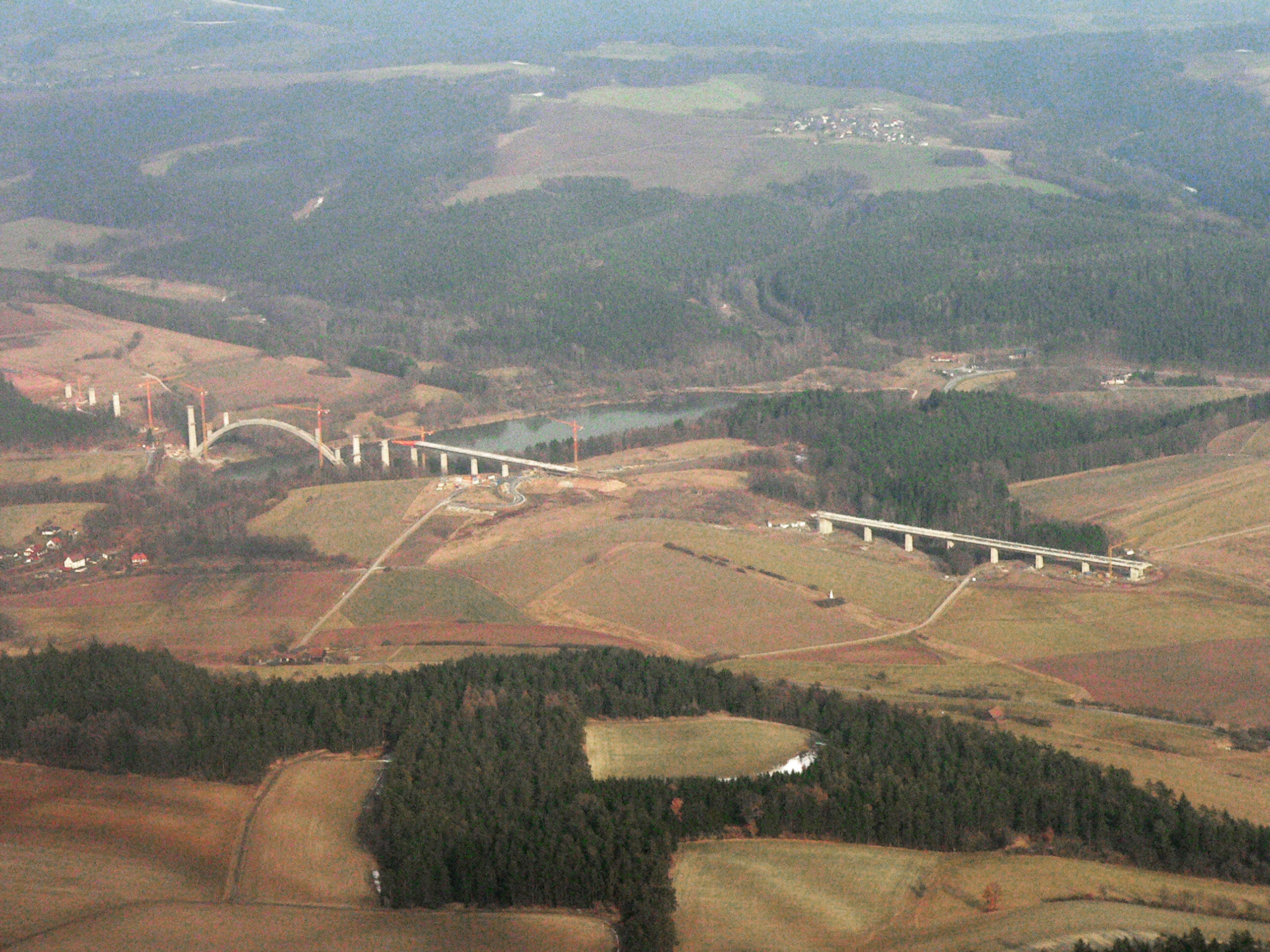
Brücken Pöpelholz und Froschgrundsee (März 2009)